# Украинный разряд
Укра́инный разряд (позже Тульский разряд) — военно-административная единица Российского царства, в которую с 1583 года объединялись вооружённые силы «украинных городов» с целью предотвращения прорыва крымских татар к Москве. Являлся первым разрядом, созданным после вступления в силу Боярского приговора о станичной и сторожевой службе. Его центром стала Тула. Тульский воевода стал руководить деятельностью полковых и городовых воевод городов, которые находились на территории «поля» от Оки до Упы. Разрядный воевода объединял военную и административную власть в разряде, ведал собиранием средств и управлением. Служилые люди, назначавшиеся в Украинный разряд, несли службу в две смены, с ранней весны по 1 июля и с 1 июля до снегов.
Вторую линию обороны представлял Береговой разряд из отрядов дворянской конницы, располагавшихся на берегу Оки («Берег»).
Украинный разряд, позже в связи с продвижением границы на юг переименованный в Тульский, существовал почти сто лет до начала 1660-х годов.